# وزارة الصناعة (مصر)
وزارة الصناعة هي الوزارة المسؤولة عن الصناعة في جمهورية مصر العربية، أنشأت في 20 ديسمبر 1934 خلال عهد الملك أحمد فؤاد الأول طبقا للمرسوم الملكى الذي حمل رقم 11، وكانت تسمى مصلحة التجارة والصناعة التابعة لوزارة المالية ثم تحولت إلى وزارة مستقلة في يوليو 1956 خلال عهد الرئيس جمال عبد الناصر، وذلك للاهتمام بإنتاج الكهرباء والتوسع في استخراج البترول، وتأسيس مصانع الحديد والصلب لخدمة المشاريع القومية الجديدة والشركات الكبرى للنهوض بمصر.

## الجهات التابعة
- الهيئة المصرية العامة للمواصفات والجودة
- الهيئة المصرية العامة للمعارض والمؤتمرات
- جسور النصر للتصدير والاستيراد
- الهيئة العامة للرقابة على الصادرات والواردات
- الهيئة العامة للتنمية الصناعية
- هيئة تنمية الصادرات.
- الهيئة العامة للتحكيم واختبارات القطن.[2]
- الهيئة العامة لتنفيذ المشروعات الصناعية والتعدينية
- الهيئة العامة لشئون المطابع الأميرية
- جهاز نقطة الاتصال لشئون حماية حقوق الملكية الفكرية
- جهاز حماية المنافسة
- جهاز التمثيل التجاري
- جهاز مكافحة الدعم والإغراق والوقاية
- جهاز تنمية المشروعات الصغيرة والمتوسطة و متناهية الصغر
- مصلحة الرقابة الصناعية
- مصلحة الكفاية الإنتاجية والتدريب المهني
- صندوق تنمية الصادرات
- صندوق دعم صناعة الغزل والمنسوجات
- مركز تدريب التجارة الخارجية
- مركز التكنولوجيا المتميز
- مركز الأميرية التجريبي
- مركز تحديث الصناعة
- معهد التبين للدراسات المعدنية
- معهد تدريب الكوادر
- وحدة تنمية الموارد البشرية
- وحدة المناطق الصناعية المؤهلة
- الشركة المصرية لضمان الصادرات
- المجلس الوطني للاعتماد

## الجهات المعاونة
- الاتحاد العام للغرف التجارية المصرية
- اتحاد الصناعات المصرية[3]
- المجالس التصديرية

## الوزراء
- كامل الوزير
- أحمد سمير
- نيفين جامع
- عمرو عادل بيومى نصار
- طارق قابيل
- منير فخري عبد النور
- حاتم صالح
- محمود عيسى
- سمير الصياد
- سميحة فوزي
- رشيد محمد رشيد
- علي الصعيدي

## أنظر أيضاً
- مناطق صناعية في مصر

## وصلات خارجية
- الموقع الرسمي